# Miss Venezuela 1965
El Miss Venezuela 1965 fue la duodécima (12º) edición del certamen Miss Venezuela, celebrado en el Círculo Militar en Caracas, Venezuela, el 27 de mayo de 1965. La ganadora fue María de las Casas McGill, Miss Distrito Capital.
El concurso fue transmitido en vivo por RCTV.Canal que ya no se transmite

## Resultados
| Resultado                                             | Candidata                               |
| ----------------------------------------------------- | --------------------------------------- |
| Miss Venezuela 1965                                   | - Distrito Federal - María De Las Casas |
| Primera Finalista (Miss Mundo Venezuela 1965)         | - Anzoátegui - Nancy González           |
| Segunda Finalista (Miss Venezuela Internacional 1965) | - Zulia - Thamara Leal                  |
| Tercera Finalista                                     | - Miranda - Elina Martínez              |
| Cuarta Finalista                                      | - Trujillo - Janet Texier               |

### Premios especiales
| Premio          | Concursante               |
| --------------- | ------------------------- |
| Miss Fotogénica | - Zulia - Thamara Leal    |
| Mejor Sonrisa   | - Yaracuy - Carmen Cevedo |

## Concursantes
- Miss Anzoátegui - Nancy Elizabeth González Aceituno
- Miss Apure - Socorro Hurtado Omaña
- Miss Aragua - Raquel Bargraser
- Miss Bolívar - Marlene Cipriani Casado
- Miss Carabobo - María Elena Moncada Arévalo
- Miss Departamento Vargas - Vivian Eisler
- Miss Distrito Federal - María Auxiliadora de las Casas McGill
- Miss Guárico - Evelyn Cipriani Casado
- Miss Lara - Marisol Escalona Abreu
- Miss Mérida - Zaida Vega
- Miss Miranda - Elina Martínez Fernández
- Miss Monagas - Gisela Gómez Salazar
- Miss Nueva Esparta - Lexis Jiménez Hernández
- Miss Portuguesa - Marisabel Padilla Olivo
- Miss Trujillo - Janet Cristina Texier Torres
- Miss Yaracuy - Carmen Luisa Cevedo Marín
- Miss Zulia - Thamara Josefina Leal